# Пантелеево (Даниловский район)
Пантелеево — железнодорожная станция (населенный пункт) в Даниловском районе Ярославской области. Входит в состав Дмитриевского сельского поселения.

## География
Находится в северо-восточной части Ярославской области на расстоянии приблизительно 11 км на юг по прямой от железнодорожного вокзала города Данилова, административного центра района.

## История
Населенный пункт возник при станции Пантелеево, открытой в 1901 году. 

## Население
Численность населения: 39 человек (97 % русские) в 2002 году, 33 в 2010.